# Hippomédon
Pour les articles homonymes, voir Hippomédon (homonymie).

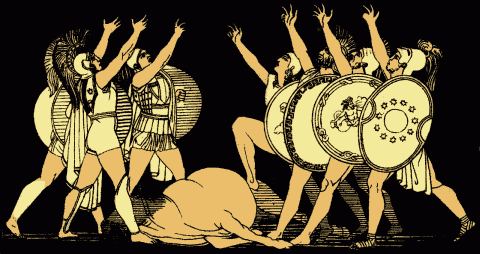
Illustration du serment des Sept chefs pour l'ouvrage Stories from the Greek Tragedians d'Alfred Church, 1879.

Dans la mythologie grecque, Hippomédon (en grec ancien Ἰππομέδων) est un héros de la guerre des sept chefs. Il est l'un des Sept et périt pendant la guerre. La guerre des sept chefs est menée par Polynice, fils d'Œdipe, contre son frère Étéocle à qui il dispute le trône de Thèbes. 

## Dans les œuvres poétiques
Dans sa tragédie Les Sept contre Thèbes, composée au Ve siècle av. J.-C., Eschyle met en scène Hippomédon parmi les sept chefs qui attaquent les sept portes de Thèbes. Hippomédon mène l'assaut contre la porte d'Athéna Onka. Le messager le décrit comme un guerrier de stature gigantesque, porteur d'un bouclier où figure Typhon crachant du feu. Étéocle envoie contre lui Hyperbios fils d'Œnops, porteur d'un bouclier représentant Zeus.
Dans sa tragédie Les Phéniciennes, Euripide, qui y traite le même sujet qu'Eschyle dans les Sept, mentionne Hippomédon dans la scène de teichoscopie, lorsqu'Antigone regarde les troupes argiennes du haut des remparts de Thèbes et que son vieux pédagogue nomme pour elle les différents guerriers. Le pédagogue indique qu'Hippomédon est né à Mycènes mais habite les eaux de Lerne ; comme dans les Sept d'Eschyle, il a une carrure imposante, et Antigone le compare à un géant.
Hippomédon apparaît également dans la Thébaïde de Stace. Au chant VI, lors des jeux funèbres en l'honneur d'Archémore, il remporte l'épreuve du lancer de disque. Au chant IX, il s'illustre dans les combats au pied des murs de Thèbes, où il défend le cadavre de Tydée après la mort de celui-ci, puis tue Crénée, fils du dieu-fleuve Isménos, et doit alors combattre contre le fleuve lui-même, qui finit par le submerger et le noyer, avant de rejeter son cadavre sur la berge.

## Chez les historiens et les mythographes
Diodore de Sicile, dans sa Bibliothèque historique, mentionne Hippomédon parmi les sept chefs, sans donner de détails. La Bibliothèque du pseudo-Apollodore inclut aussi Hippomédon parmi les sept chefs, en citant pour lui deux ascendances possibles : il est le fils soit d'Aristomaque, soit de Talaos. Il lui est aussi attribué un fils, Polydoros.
Pausanias le Périégète indique simplement qu'Hippomédon est le fils d'une sœur d'Adraste, roi d'Argos. Il fait aussi d'Hippomédon le père de Polydoros.
Les Fables attribuées à Hygin mentionnent Hippomédon dans une liste des sept chefs, et en font le fils de Mnesimachos et de Metidicè, fille de Talaos (cela fait d'Hippomédon le fils d'une sœur d'Adraste). La fable suivante, une liste des sept Épigones menant la seconde expédition contre Thèbes, mentionne aussi Hippomédon.